# Kombinacja norweska na Mistrzostwach Świata Juniorów w Narciarstwie Klasycznym 2025
Kombinacja norweska na Mistrzostwach Świata Juniorów w Narciarstwie Klasycznym 2025 odbyła się w dniach 13-15 lutego 2025 roku w amerykańskim Lake Placid. Zawodnicy rywalizowali w pięciu konkurencjach: zawodach metodą Gundersena kobiet na dystansie 5 km, zawodach metodą Gundersena mężczyzn na dystansie 10 km, sprincie drużynowym kobiet, sprincie drużynowym mężczyzn oraz zawodach drużyn mieszanych.

## Wyniki kobiet

### Gundersen HS100/5 km
15 lutego
| Pozycja | Zawodniczka            | Narodowość | Czas    |
| ------- | ---------------------- | ---------- | ------- |
|         | Ingrid Låte            | Norwegia   | 14:58,6 |
|         | Teja Pavec             | Słowenia   | +14,3   |
|         | Trine Göpfert          | Niemcy     | +16,9   |
| 4.      | Minja Korhonen         | Finlandia  | +28,7   |
| 5.      | Ronja Loh              | Niemcy     | +31,8   |
| 6.      | Maša Likozar Brankovič | Słowenia   | +1:04,1 |
| 7.      | Heta Hirvonen          | Finlandia  | +1:39,9 |
| 8.      | Katharina Gruber       | Austria    | +1:49,0 |
| 9.      | Hazuki Ikeda           | Japonia    | +1:49,4 |
| 10.     | Anna-Sophia Gredler    | Austria    | +2:23,4 |

### Sprint drużynowy HS100/2x4,5 km
13 lutego
| Pozycja | Państwo           | Zawodnicy                          | Czas    |
| ------- | ----------------- | ---------------------------------- | ------- |
|         | Finlandia         | Heta Hirvonen Minja Korhonen       | 20:52,2 |
|         | Słowenia          | Tia Malovrh Maša Likozar Brankovič | +57,5   |
|         | Niemcy            | Ronja Loh Trine Göpfert            | +1:12,9 |
| 4.      | Austria           | Katharina Gruber Laura Pletz       | +1:30,8 |
| 5.      | Norwegia          | Ingrid Låte Nora Helene Evans      | +1:48,6 |
| 6.      | Włochy            | Greta Pinzani Anna Senoner         | +1:57,8 |
| 7.      | Francja           | Romane Baud Marion Droz Vincent    | +1:59,9 |
| 8.      | Stany Zjednoczone | Haley Brabec Kai McKinnon          | +2:23,9 |
| 9.      | Japonia           | Hazuki Ikeda Yuzuka Fujiwara       | +2:37,6 |

## Wyniki mężczyzn

### Gundersen HS100/10 km
15 lutego
|     | Paul Walcher     | Austria  | 24:12,2 |
|     | Atsushi Narita   | Japonia  | +6,0    |
|     | Richard Stenzel  | Niemcy   | +42,5   |
| 4.  | Kyotaro Yamazaki | Japonia  | +48,1   |
| 5.  | Felix Brieden    | Niemcy   | +48,3   |
| 6.  | Andreas Gfrerer  | Austria  | +49,1   |
| 7.  | Manuel Senoner   | Włochy   | +50,2   |
| 8.  | Even Leinan Lund | Norwegia | +1:08,1 |
| 9.  | Jonathan Gräbert | Niemcy   | +1:24,5 |
| 10. | Torje Seljeset   | Norwegia | +1:40,3 |
| ... |                  |          |         |
| 26. | Kacper Jarząbek  | Polska   | +3:49,3 |
| 36. | Andrzej Waliczek | Polska   | +4:52,6 |
| 38. | Jakub Cieślar    | Polska   | +4:58,4 |
| 41. | Mikołaj Wantulok | Polska   | +5:32,7 |

### Sprint drużynowy HS100/2x7,5 km
13 lutego
| Pozycja | Państwo           | Zawodnicy                              | Czas    |
| ------- | ----------------- | -------------------------------------- | ------- |
|         | Austria           | Andreas Gfrerer Paul Walcher           | 30:03,5 |
|         | Norwegia          | Torje Seljeset Even Leinan Lund        | +46,9   |
|         | Japonia           | Kyotaro Yamazaki Atsushi Narita        | +51,6   |
| 4.      | Niemcy            | Richard Stenzel Benedikt Gräbert       | +1:35,0 |
| 5.      | Czechy            | Lukáš Doležal Jan John                 | +1:51,3 |
| 6.      | Francja           | Lilian Tréand Lubin Martin             | +1:58,8 |
| 7.      | Ukraina           | Rusłan Szumański Ołeksandr Szowkoplias | +2:06,2 |
| 8.      | Finlandia         | Valtteri Holopainen Aapeli Karislahti  | +2:10,5 |
| 9.      | Polska            | Jakub Cieślar Andrzej Waliczek         | +2:45,8 |
| 10.     | Stany Zjednoczone | Arthur Tirone Caleb Zuckerman          | +3:26,8 |

## Zawody mieszane

### Sztafeta HS100/4x5 km
15 lutego
| Pozycja | Państwo           | Zawodnicy                                                            | Czas    |
| ------- | ----------------- | -------------------------------------------------------------------- | ------- |
|         | Niemcy            | Jonathan Gräbert Ronja Loh Trine Göpfert Richard Stenzel             | 42:27,3 |
|         | Austria           | Andreas Gfrerer Katharina Gruber Anna-Sophia Gredler Paul Walcher    | +25,6   |
|         | Japonia           | Atsushi Narita Hazuki Ikeda Yuzuka Fujiwara Kaisei Mori              | +38,3   |
| 4.      | Norwegia          | Torje Seljeset Ingrid Låte Nora Helene Evans Jørgen Berget Storsveen | +1:01,7 |
| 5.      | Francja           | Lubin Martin Marion Droz Vincent Romane Baud Lilian Tréand           | +1:41,8 |
| 6.      | Finlandia         | Aapeli Karislahti Minja Korhonen Heta Hirvonen Valtteri Holopainen   | +1:59,2 |
| 7.      | Słowenia          | Urban Zajec Teja Pavec Maša Likozar Brankovič Lovro Percl Seručnik   | +2:12,3 |
| 8.      | Stany Zjednoczone | Ronen Woods Ella Wilson Kai McKinnon Anders Giese                    | +6:49,2 |